# Nototriton costaricense
Nototriton costaricense is een salamander uit de familie van de longloze salamanders (Plethodontidae). De soort leeft in Costa Rica.

## Verspreiding
Nototriton costaricense is alleen bekend uit het nevelwoud bij de Cerro Pat op de Caribische flanken van de Cordillera de Talamanca in het Costa Ricaanse deel van Internationaal park La Amistad, waar het voorkomt op een hoogte van 1500 meter boven zeeniveau. Mogelijk komt Nototriton costaricense voor tot in Panama. De typelocatie ligt op elf kilometer van de grens tussen Costa Rica en Panama met een min of meer homogeen tussenliggend habitat. Nototriton costaricense is de zuidelijkst levende soort mossalamander.

## Kenmerken
Het holotype van Nototriton costaricense heeft een lichaamslengte van 21,9 millimeter en een staart van 25 millimeter lang. De rugzijde van de kop en romp is vaalbruin van kleur met donkere markeringen. Op de flanken bevinden zich witte markeringen. De buikzijde is vaalbruin tot grijs gekleurd met een fijnmazig donkerbruin netpatroon.

## Leefwijze
Nototriton costaricense leeft in mosmatten in bomen.
1. ↑  (en) Nototriton costaricense op de IUCN Red List of Threatened Species.